# Gambit Hậu
 Gambit Hậu (tiếng Anh: Queen's Gambit) là một khai cuộc cờ vua bắt đầu bằng các nước cờ:
1. d4 d5
2. c4
Gambit Hậu là một trong những khai cuộc cổ xưa nhất và vẫn được chơi thường xuyên cho tới ngày nay. Khai cuộc này có tính gambit khi Trắng thí con tốt cột c, tuy nhiên việc thí này không khiến Trắng khó chơi bởi Đen không thể vừa bắt được quân tốt này mà vừa không phải chịu bất lợi trong ván đấu.

## Lịch sử
Gambit Hậu là một trong những khai cuộc cờ vua lâu đời nhất được biết đến. Nó đã được đề cập trong bản thảo của Gottech vào năm 1490 và sau đó được phân tích bởi các bậc thầy như Gioachino Greco trong thế kỷ 17. Vào thế kỷ 18, nó được đề xuất bởi Phillip Stamma và đôi khi được gọi là Aleppo Gambit để vinh danh ông. Trong thời kỳ đầu của cờ vua hiện đại, khai cuộc chốt Hậu không phải là gu ưa thích của các kì thủ và Gambit Hậu đã không trở nên phổ biến cho đến giải đấu năm 1873 tại Vienna.
Khi Wilhelm Steinitz và Siegbert Tarrasch phát triển lý thuyết cờ vua và đánh giá cao về thế trận ván cờ, Gambit Hậu ngày càng nổi tiếng, và đạt đến đỉnh cao vào những năm 1920 và 1930, và được chơi trong tất cả các trận trừ hai trong số 34 trận đấu trong Giải vô địch thế giới năm 1927 giữa José Raúl Capablanca và Alexander Alekhine.
Sau khi các hoạt động cờ vua trên toàn thế giới được nối lại sau Thế chiến II, Gambit Hậu ít được thấy hơn, vì nhiều người chơi quân Đen tránh các khai cuộc đối xứng, và có xu hướng sử dụng phòng thủ Ấn Độ để chống lại khai cuộc tốt Hậu.

## Tổng quan
Với 2.c4, Trắng đe dọa sẽ trao đổi một con tốt cánh (tốt cột c) để lấy một con tốt ở trung tâm (tốt ở cột d của Đen) và kiểm soát trung tâm với e2 – e4. Đây không phải là một gambit thực sự, vì Đen không thể giữ chốt, ví dụ: 1.d4 d5 2.c4 dxc4 3.e3 b5? (Đen cố gắng bảo vệ con tốt của họ nhưng thực tế nên tiếp tục phát triển quân với 3... e5!) 4.a4 c6? 5.axb5 cxb5 ?? 6. Qf3!, lợi thế về chất.
Gambit Hậu được chia thành hai loại chính dựa trên phản ứng của Đen: Gambit Hậu chấp nhận (Queen's Gambit Accepted) và Gambit Hậu từ chối (Queen's Gambit Declined). Trong Gambit Hậu chấp nhận, Đen chơi 2... dxc4, tạm thời từ bỏ trung tâm để có được sự phát triển tự do hơn. Trong Gambit Hậu từ chối, Đen thường chơi để giữ d5. Thường thì Đen sẽ bị cô đọng, nhưng Đen nhằm mục đích trao đổi các quân cờ và sử dụng chốt để tấn công ở c5 và e5 để giải phóng thế trận của họ.

## Biến thể
Sau 1.d4 d5 2.c4:
- 2... e6 (Gambit Hậu từ chối) (Queen's Gambit Delined) (ECO D30 – D69)
- 2... dxc4 (Gambit Hậu chấp nhận (Queen's Gambit Accepted) (D20 – D29)
- 2... c6 (Phòng thủ Slav) (D10 – D19)
- 2... e5 (Albin Countergambit) (D08 – D09)
- 2... Nc6 (Phòng thủ Chigorin) (D07)
- 2... Bf5 ! ? (Phòng thủ Baltic) (D06)
- 2... c5 (Phòng thủ đối xứng) (D06)
- 2... Nf6!? (Phòng thủ Marshall) (D06)
- 2... g6?! (Ý tưởng của Alekhine [5]) (D06)
- 2... f5?! (Phòng thủ Hà Lan) (A80 – A99)

Về mặt thực tiễn, bất kỳ đòn đáp trả nào của Đen ngoài 2... dxc4 (hoặc một biến khác có... dxc4 từ sớm và chuyển sang Gambit Hậu chấp nhận) đều bị Gambit Hậu từ chối, nhưng Phòng thủ Slav, Albin Countergambit và Phòng thủ Chigorin thường được xử lý riêng. Có rất nhiều biến Gambit Hậu từ chối sau 2... e6, nhiều trong số chúng đủ khác biệt để được nghiên cứu riêng biệt. Phòng thủ Chính thống và Phòng thủ Tarrasch là hai ví dụ quan trọng.
Có nhiều biến khác để đáp trả có thể xảy ra:
- Phòng thủ Slav là một phòng thủ chắc chắn, mặc dù nhiều biến thể mang tính chiến thuật cao. Nếu Đen chơi cả... c6 và... e6 (theo một trong hai thứ tự), thì khai cuộc có các đặc điểm của cả Slav và Phòng thủ Chính thống và được phân loại là Phòng thủ Semi-Slav.
- Albin Countergambit là một nỗ lực sắc bén để Đen giành được thế chủ động. Nó không phổ biến trong cờ vua đỉnh cao nhưng có thể là một vũ khí nguy hiểm trong những ván cờ đường phố.
- Chigorin Defense đưa trò chơi ra khỏi các thế trận thông thường của Gambit Hậu từ chối, và được Alexander Morozevich ưa chuộng ở những ván cờ đỉnh cao; Nó dường như có thể dùng để chơi cho Đen.
- Phòng thủ Baltic là khả dĩ và có thể chơi được.
- Symmetric Defense rất hiếm khi được chơi. Mặc dù nó chưa được bác bỏ hoàn toàn, thế trận dường như thiên về Trắng.
- Phòng thủ Marshall khá yếu. Được đặt theo tên Frank Marshall, người đầu tiên nghĩ ra nước đi này, ông đã chơi một thời gian ngắn vào những năm 1920 trước khi từ bỏ nó.
- 2... g6?! 3.cxd5 Qxd5 (3... Nf6 4. Qa4 +/−) 4. Nc3 Qa5 5. Nf3 Bg7 6. Bd2 c6 7.e4 Qb6 8. Bc4 ! Bxd4 9. Nxd4 Qxd4 10. Qb3 Qg7 11,0-0 +/- (Minev).[6]

Nếu Trắng chơi fianchetto với tượng cánh vua, thì trò chơi sẽ chuyển sang khai cuộc Catalan.

## Liên quan
1. ↑  "Queens Gambit - The Chess Website" (bằng tiếng Anh). Truy cập ngày 30 tháng 1 năm 2021.
2. ↑  "Queen's Gambit". Chess Pathways (bằng tiếng Anh). Truy cập ngày 30 tháng 1 năm 2021.
3. ↑  De Firmian, Nick (1999), Modern Chess Openings (ấn bản thứ 14), David McKay, tr. 387
4. ↑  Sarratt, J. H. (ngày 27 tháng 1 năm 2006). The Works of Damiano, Ruy-Lopez, and Salvio on the Game of Chess. T. Boosey, (the New York Public Library) (Digitized). ISBN 9781145601765.
5. ↑  Benjamin, Joel; Schiller, Eric (1987). Unorthodox Openings. Macmillan Publishing Company. tr. 97. ISBN 0-02-016590-0. Queen's Gambit Declined: Alekhine Idea 1 d4 d5 2 c4 g6
6. ↑  Matanović, Aleksandar, biên tập (1987). Encyclopaedia of Chess Openings. Quyển D (ấn bản thứ 2). Yugoslavia: Chess Informant. tr. 44. ISBN 86-7297-008-X.